# Islamischer Staat Afghanistan
Der Islamische Staat Afghanistan (paschtunisch دافغانستان اسلامی دولت, persisch دولت اسلامی افغانستان) wurde am 28. April 1992 als Nachfolgestaat der seit 1978 bestehenden Demokratischen Republik Afghanistan durch eine von Sibghatullāh Mudschaddidi geführte Übergangsregierung in Kabul ausgerufen.
Die Struktur des Staates wurde von den Führern der anti-sowjetischen Widerstandsgruppen ausgehandelt, von der Partscham-Fraktion der kommunistischen Partei mitgetragen und am 26. April 1992 in dem Peschawar-Abkommen formalisiert.
Laut William Maley erfüllte die neue Entität durch den weitgehenden Zusammenbruch der staatlichen Strukturen in Afghanistan nach dem Ende der von Mohammed Nadschibullāh geführten Regierung (1996) nicht mehr die Merkmale eines Staates. Der Islamische Staat Afghanistan stellte jedoch bis zur Errichtung des Islamischen Übergangsstaats Afghanistan im Jahr 2002, auf den im Jahr 2004 die Islamische Republik Afghanistan folgte, die international anerkannte Regierung Afghanistans mit Sitz bei den Vereinten Nationen dar. Das von 1996 bis 2001 bestehende Islamische Emirat Afghanistan der Taliban dagegen wurde lediglich von Pakistan, Saudi-Arabien und den Vereinigten Arabischen Emiraten anerkannt.